# جوسيب سكوبلار

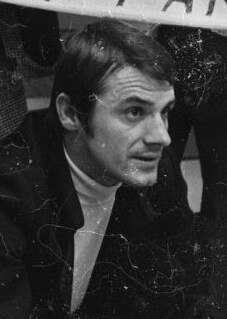
جوسيب سكوبلار

جوسيب سكوبلار (بالكرواتية: Josip Skoblar)‏، من مواليد 12 مارس 1941 في بريفلاكا في يوغسلافيا، لاعب كرة قدم يوغسلافي سابق، وهو مدرب كرة قدم يوغسلافي سابق.
فاز بجائزة الحذاء الذهبي الأوروبي في عام 1971 برصيد 44 هدف.
لعب مع منتخب يوغسلافيا لكرة القدم بين عامي 1961 و1967، وشارك معهم في 32 مباراة وسجل 11 هدف.
لنجم اليوغسلافي السابق يوزيب سكوبلار في موسم 1970-1971 مع أوليمبيك مارسيليا جين سجل 44 هدفا في الدوري.
درب منتخب لبنان لكرة القدم في كأس آسيا 2000 التي استضافها في أرضه.

## مسيرته الكروية
لعب جوسيب سكوبلار خلال مسيرته الاحترافية مع 4 أندية في واحد وعشرون موسمًا وسجل خلالها 255 هدف ضمن 428 مباراة. حيث فاز في ثلاثة مواسم بالكأس وفي موسمين بالدوري.
خاض جوسيب سكوبلار مسيرته مع نادي أو إف كيه بيوغراد في موسم 1959–60 ليلعب معه ثمانية مواسم، مشاركًا في 162 مباراة سجل خلالها 63 هدفًا. ثم انتقل إلى نادي أولمبيك مارسيليا في موسم 1966–67 في المرة الأولى لمدة موسم واحد ثم في موسم 1969–70 ليلعب معه ستة مواسم، حيث شارك طوالها في 173 مباراة سجل خلالها 151 هدف. لينتقل بعدها إلى نادي هانوفر 96 في موسم 1967–68 واستمر معه طيلة ثلاثة مواسم، مشاركًا في 57 مباراة سجل خلالها 31 هدفًا. ثم انتقل إلى نادي رييكا في موسم 1974–75 واستمر معه طيلة ثلاثة مواسم، مشاركًا في 36 مباراة سجل خلالها 10 أهداف.

## روابط خارجية
- جوسيب سكوبلار على موقع الاتحاد الدولي (مؤرشف)  (الإنجليزية)
- جوسيب سكوبلار على موقع الاتحاد الأوربي (الإنجليزية)
- جوسيب سكوبلار على موقع قاعدة بيانات كرة القدم.إي يو (الإنجليزية)
- جوسيب سكوبلار على موقع بيانات كرة القدم. دي إي (الألمانية)
- جوسيب سكوبلار على موقع ليكيب (الفرنسية)
- جوسيب سكوبلار على موقع ناشيونال فوتبول تيمز (الإنجليزية)
- جوسيب سكوبلار على موقع عالم كرة القدم.نت (الإنجليزية)
- جوسيب سكوبلار على موقع كووورة